# 香港會所大廈
香港會所大廈（英語：Hong Kong Club Building），是香港高級俱樂部「香港會」的會所建築物，位於中環昃臣道、遮打道、會所街、干諾道中之間。
目前的會所大廈為第三代會所建築物，落成於1984年。樓高共21層，其中8層為會所使用，其餘為商業辦公室，其中烏拉圭駐港名譽領事館位於16樓（已遷）。

## 歷史

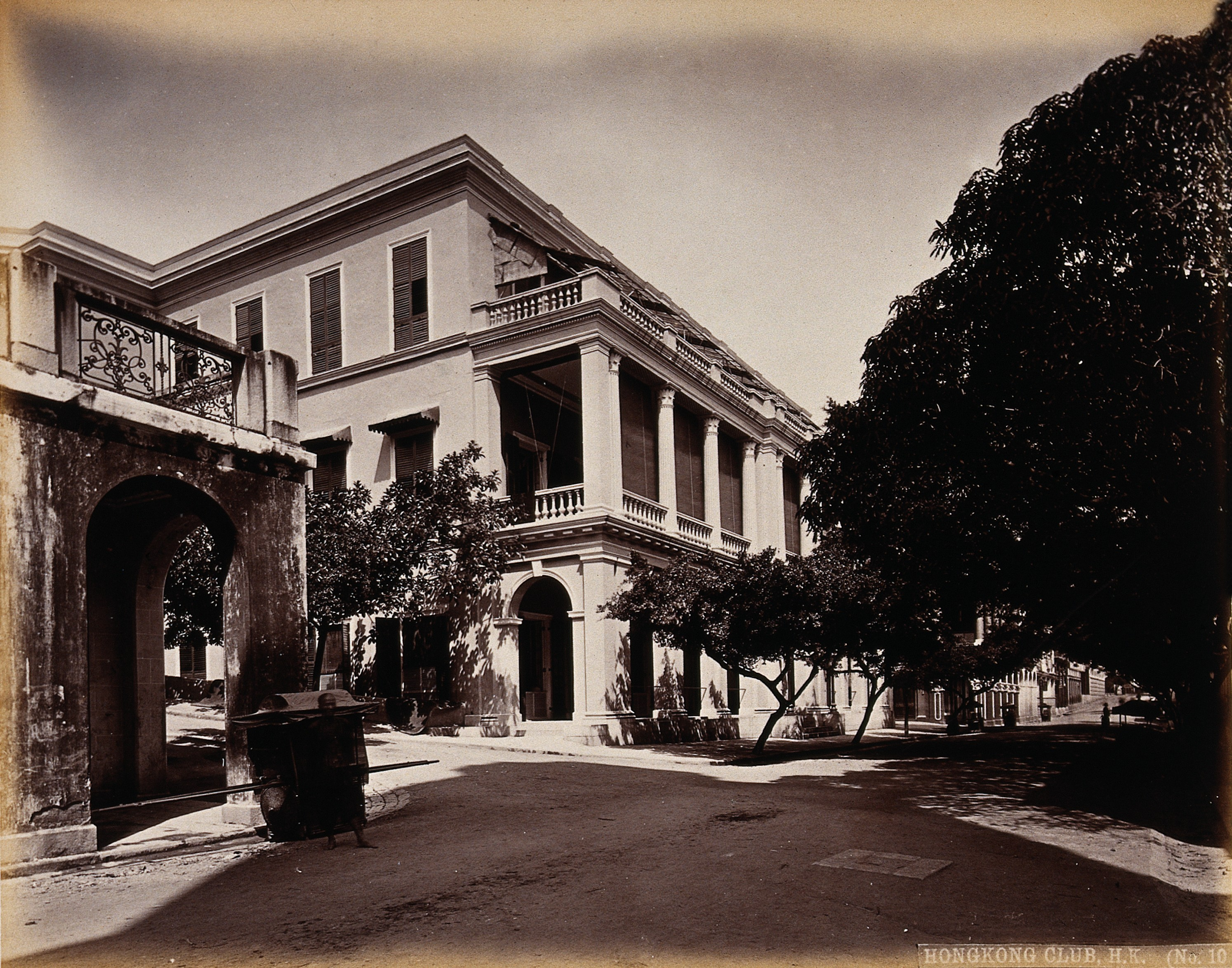
第一代香港會所大廈近照（1873年）

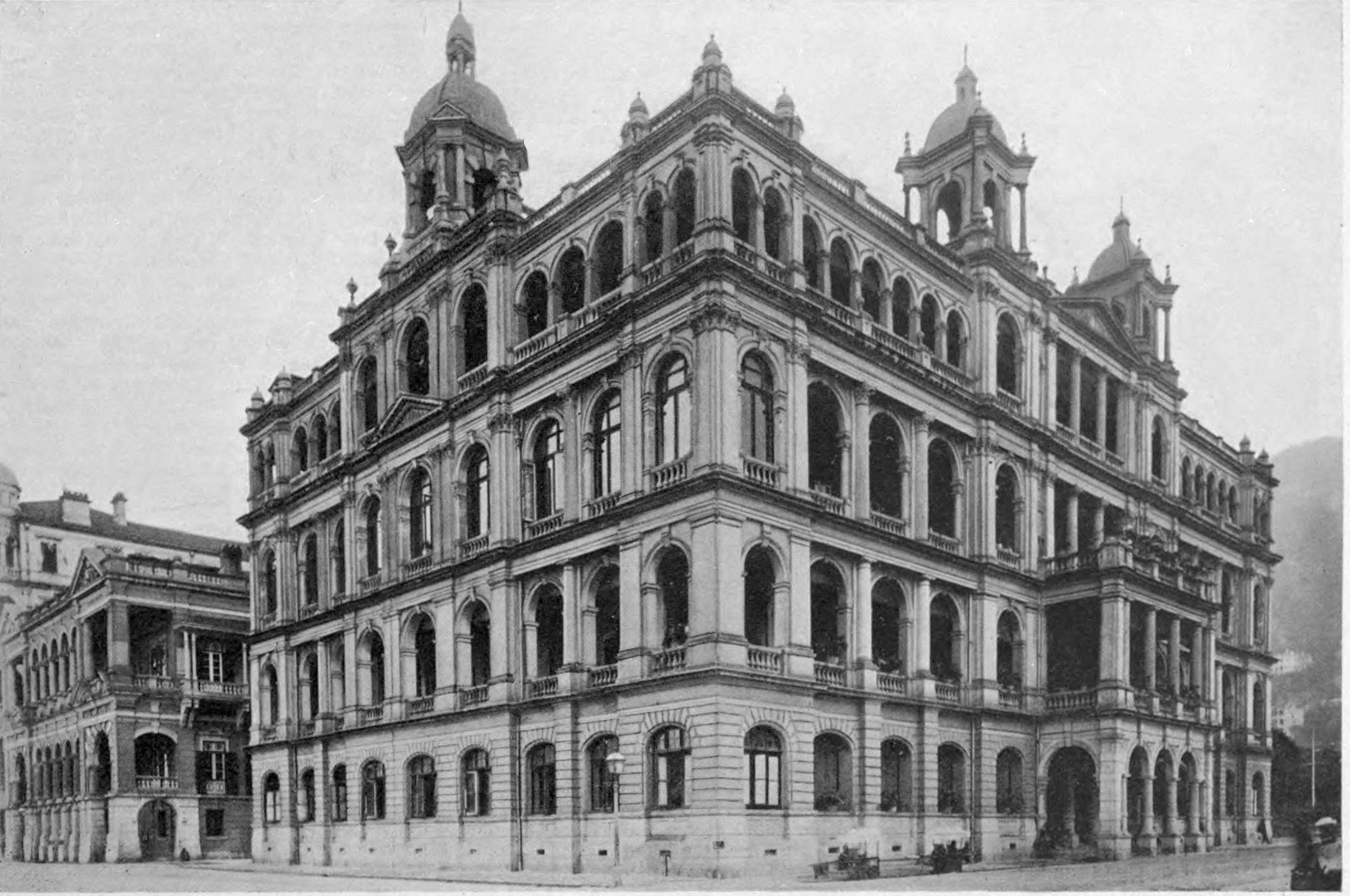
第二代香港會所大廈近照（1908年）

第一代的香港會所大廈建於1846年，地點在皇后大道中旁，從德己笠街口至雲咸街口，是一棟三層樓的建築物。
1897年，會所搬到臨近戰爭紀念館的更寬敞地點。原有的建築物賣給屈臣氏公司。
第二代香港會所大廈建於1897年，為4層樓建築物，是當時其中一座香港最後的文藝復興風格建築物，設計精緻。及後，香港置地曾於1937和1948年，兩度洽商購入會所，皆不果。
1974年，香港會三度打算重建，但皆被會員投票否決，直至第四次提案才達成共識，並於1981年起拆卸重建。同時，兩度向隅此地皮的置地亦獲邀參與計劃，但只能獲得物業落成起計首25年的租金收入，且須於2009年將寫字樓歸還予香港會。
至1984年，第三代香港會所大廈落成啟用，樓高共21層，其中8層是會所設施，其餘為寫字樓，由澳洲建築師亨利·施得拿設計。

## 歷代建築

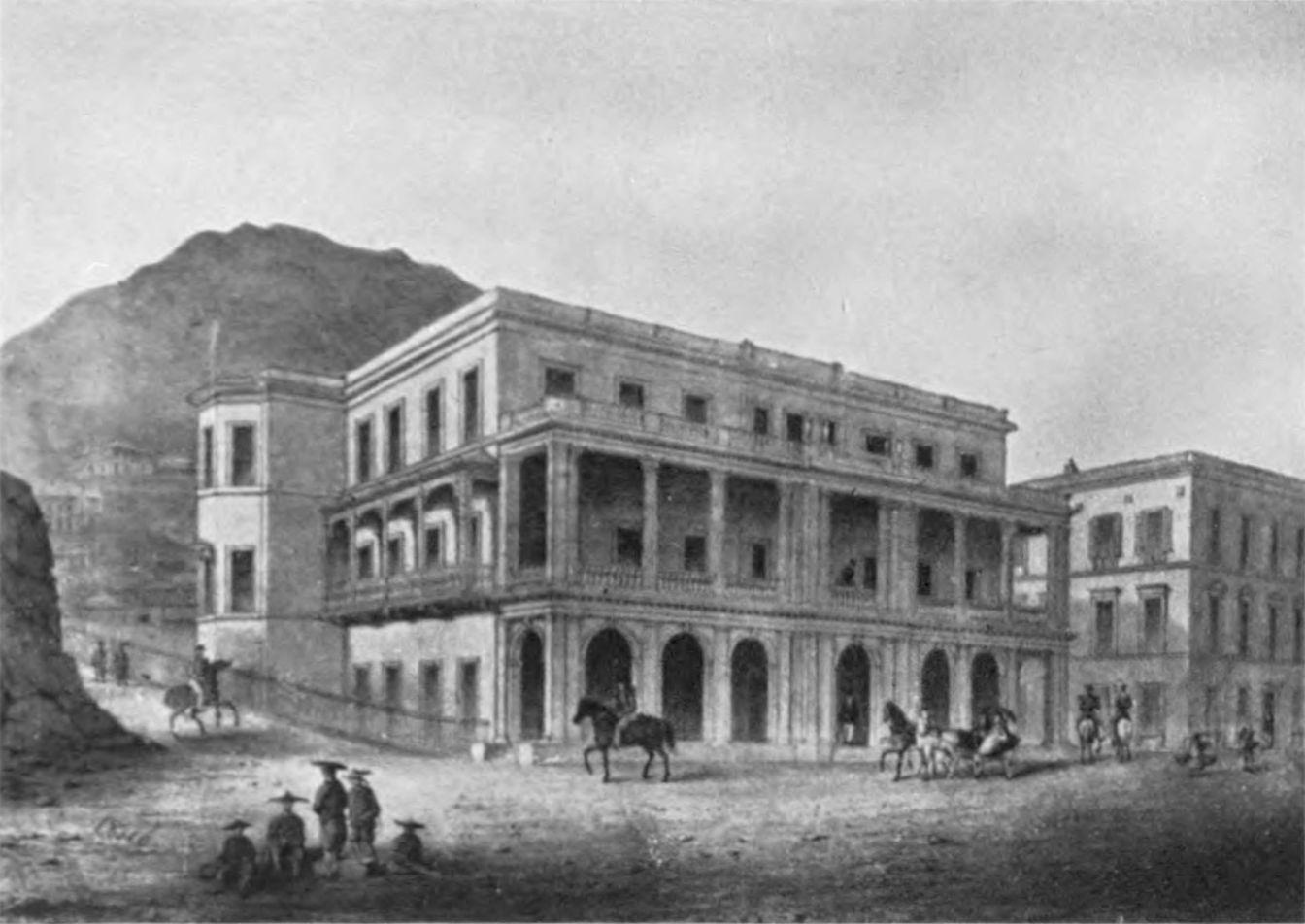
第一代香港會所大廈繪圖， 左邊斜路為雲咸街
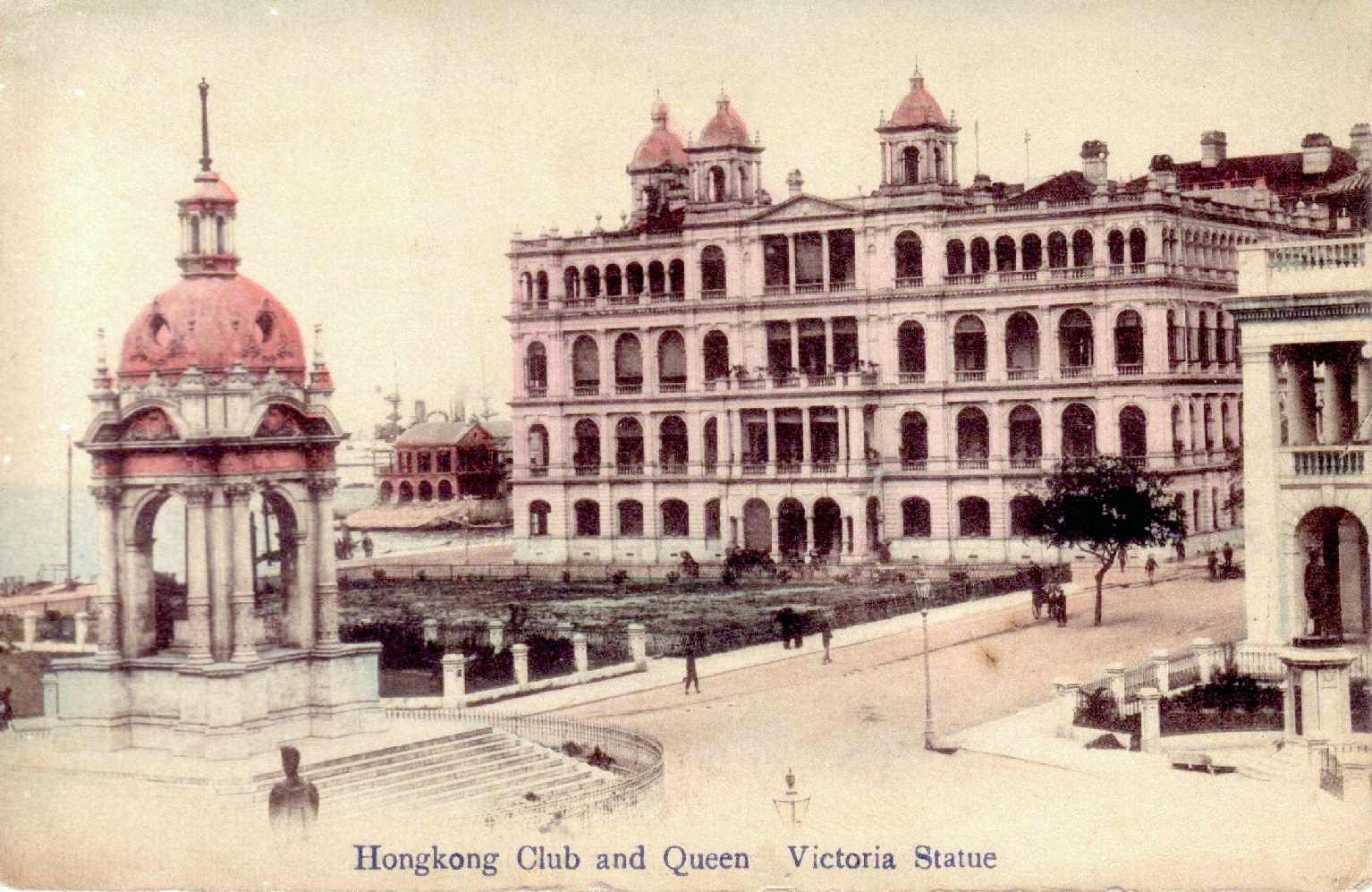
1905年的第二代香港會所大廈， 前方為已拆除的維多利亞皇后像拱頂亭座
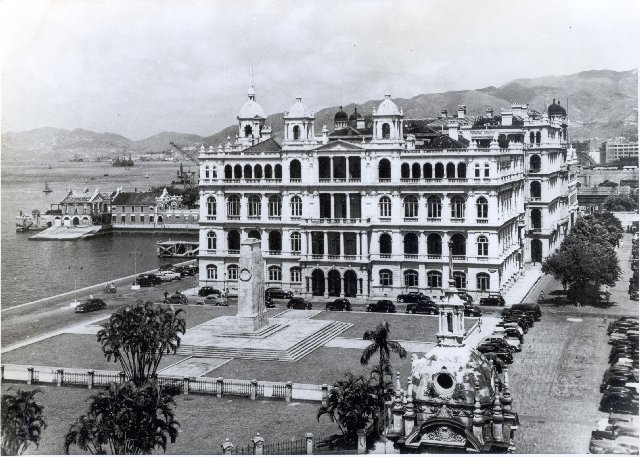
1928年的第二代香港會所大廈， 此時和平紀念碑已設立

## 樓層分佈
- 9樓：領展房地產投資信託基金（901室）
- 11樓：Kennedys Law LLP
- 12樓：Paul, Weiss, Rifkind, Wharton & Garrison LLP
- 16樓：李約翰企業管理諮詢有限公司（JLA Asia Limited）
- 10、17-19樓：達維律師事務所（Davis Polk & Wardwell）
- 20樓：大昌集團

## 著名前租戶
- SOM建築設計事務所香港分公司（2018年遷出）
- 九廣鐵路公司中環辦事處及管理局（2007年兩鐵合併後停用）[3]
- 烏拉圭駐港名譽領事館

## 附近建築物
- 和平紀念碑 (香港)
- 舊最高法院大樓
- 香港會
- 遮打花園
- 中環站
- 中國建設銀行大廈
- 友邦金融中心
- 長江集團中心二期

## 外部連結
- （英文）香港會官方網站：The Hong Kong Club: Home （页面存档备份，存于）